# Dominique Versini
Pour les articles homonymes, voir Versini.
Cet article concerne la femme politique. Pour la chef cuisinière Dominique Versini, voir Olympe Versini.
Dominique Versini, née le 17 juillet 1954 à Rabat (Maroc), est une femme politique française.
Depuis le 3 juillet 2020, après sa réélection aux côtés d'Anne Hidalgo, elle est adjointe à la maire de Paris chargée des droits de l'enfant et de la protection de l'enfance. Entre 2014 et 2020, elle est adjointe à la maire de Paris chargée successivement de la solidarité, des familles, de la petite enfance de la protection de l'enfance, de la lutte contre les exclusions et des personnes âgées.
Elle a été successivement secrétaire d'Etat chargée de la lutte contre la précarité et l'exclusion (2002-2004) et Défenseure des enfants (2006 à 2011).
Elle est nommée Conseillère d'État (au tour extérieur) par le Président de la République Jacques Chirac en 2004.
Elle cofonde le Samu social de Paris avec le Dr Xavier Emmanuelli, et le dirige entre 1993 et 2002.

## Études
Née le 17 juillet 1954 à Rabat (capitale du Maroc), elle est — par sa mère — d'une famille d'origine corse.
Elle arrive à Paris à 18 ans pour commencer ses études de droit. Après avoir obtenu une maîtrise de droit des affaires à la faculté de droit de l'université de Paris X-Nanterre, elle est diplômée de l'Institut d'études politiques de Paris en 1979.

## Parcours professionnel et associatif

### Les laboratoires pharmaceutiques, de Negma à Servier (1983-1995)
La première partie de sa vie professionnelle se fait dans le secteur privé. Elle a été successivement attachée de direction aux laboratoires Negma (1983-87), responsable de la communication au centre de rééducation fonctionnelle (CRF) de l'hôpital des Peupliers (1987-88), responsable des actions de relations publiques médicales à l'agence Framacom (1988-89), responsable du département de la communication à la société Diffusion médicale Harari (DMH) (1989-91), cheffe du département de la communication internationale au groupe Servier (1991-95), dont elle démissionne pour prendre la direction du Samu social de Paris.

### Directrice du Samu social (1995-2002)
En octobre 1993, elle participe de façon bénévole à la création du SAMU social avec le Dr Xavier Emmanuelli ; elle devient en janvier 1995 Directrice générale du SAMU social de Paris, poste qu'elle assure jusqu'en mai 2002, date de son entrée au sein du gouvernement de Jean-Pierre Raffarin, comme Secrétaire d'État chargée de la lutte contre l'exclusion et la précarité.
Elle est également cofondatrice du SAMU social international (1998).

### Haute fonction publique (2004-2021)

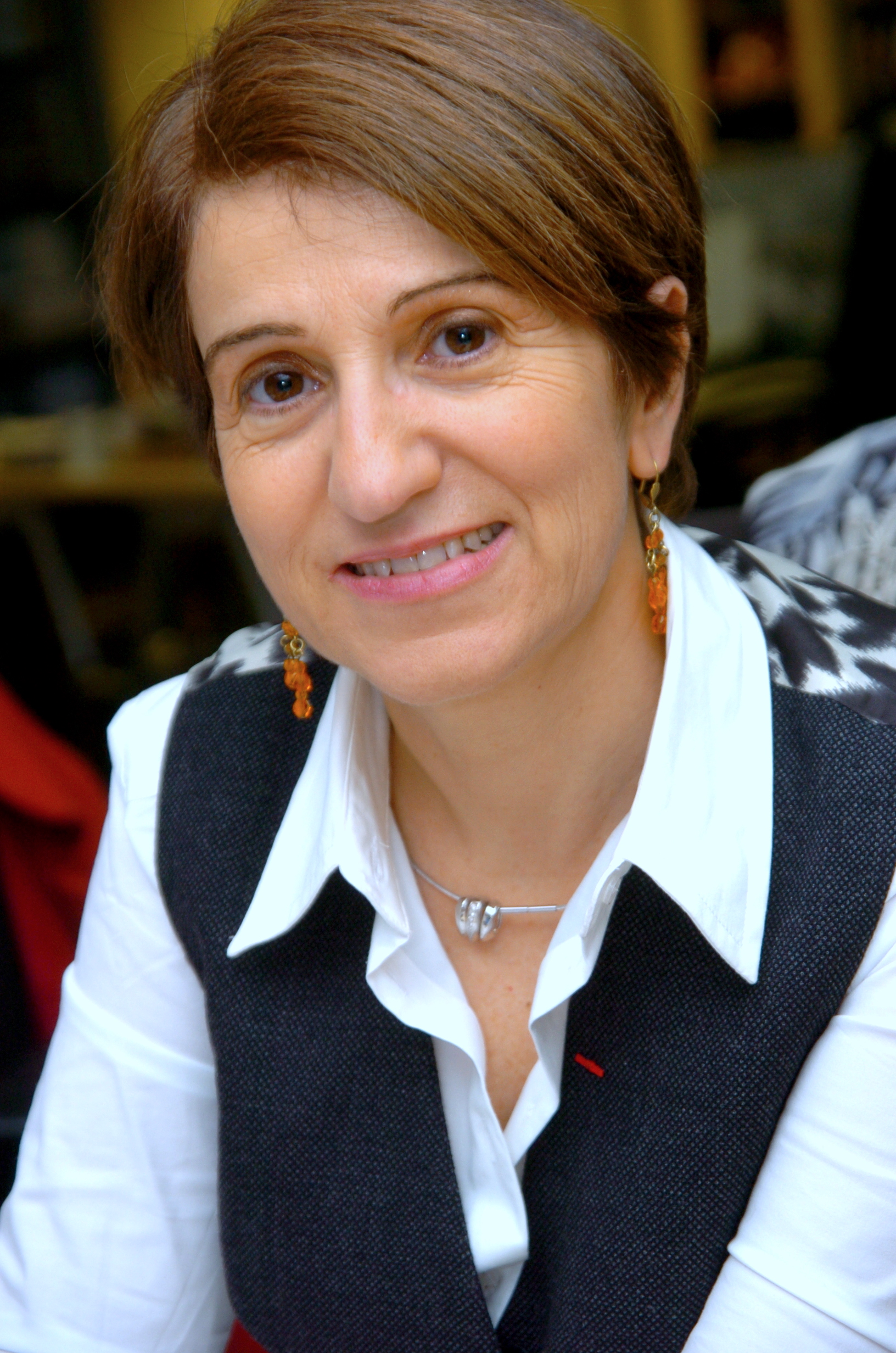
Dominique Versini, le 20 novembre 2008 à Paris.

Elle est nommée Conseillère d'État (au tour extérieur) par le Président de la République Jacques Chirac, par décret du 14 octobre 2004. Depuis le 1er septembre 2021, elle est Conseillère d'État honoraire (retraitée).

### Cofondatrice du Collège Citoyen de France (2021)
Elle fait partie des 10 cofondateurs du Collège citoyen de France, nouvelle école de formation à l'engagement public et politique,.

## Autorité administrative indépendante de l'État

### Défenseure des Enfants (2006-2011)
En 2006, elle est nommée Défenseure des enfants, autorité indépendante de l'État, pour 6 ans par le Président de la République Jacques Chirac.
En 2009, face au projet d’absorption de plusieurs autorités indépendantes (le Défenseur des Enfants, le Médiateur de la République, la Commission Nationale de déontologie de la sécurité, la Haute autorité de lutte contre les discriminations et pour l'égalité, et le contrôleur des prisons) dans une nouvelle institution, elle dénonce les conséquences pour les enfants de la suppression du Défenseur des Enfants. Un adjoint dénommé Défenseur des Enfants est tout de même maintenu auprès du nouveau Défenseur des Droits.
À la fin de son mandat, en 2011, elle se déclare "usée par cinq années d'affrontements avec l'exécutif". Dressant le bilan de sa mission, elle critique alors "les reculs" et "les insuffisances" de la politique de protection de l'enfance, pointe l'aggravation de la pauvreté, la détérioration de la santé générale des enfants, "les difficultés des enfants étrangers", ainsi que "les reculs successifs de la justice des mineurs". Ces problèmes seraient en partie liés selon elle à la politique du gouvernement sous la présidence de Nicolas Sarkozy,.

## Parcours politique

### Secrétaire d'État chargée de la Lutte contre la précarité et l'exclusion (2002-2004)
La présence de Dominique Versini au gouvernement répondra en partie à la demande de Jacques Chirac d'offrir des postes ministériels à des membres de la société civile. Durant son mandat comme secrétaire d'État auprès du ministre des Affaires sociales, du Travail et de la Solidarité, chargée de la Lutte contre la précarité et l'exclusion, Dominique Versini crée le plan « Urgence hivernale » destiné à venir en aide aux SDF durant les mois d'hiver. Elle met en place le premier dispositif expérimental pour les mineurs isolés étrangers à Paris,. La réforme de l'AME, initiée par le gouvernement et votée par les parlementaires, est finalement ajournée,
Elle n'est pas appelée lors du remaniement ministériel au troisième gouvernement Raffarin annoncé le 31 mars 2004 et perd donc son portefeuille à compter de cette date. Elle est ensuite chargée par Renaud Dutreil, ministre de la Fonction publique et de la Réforme de l’État, d’élaborer un rapport sur la diversité dans la Fonction publique, remis en novembre de la même année. Son rapport préconise préconise diverses mesures pour "Relancer l'ascenseur social", notamment auprès des « minorités » (personnes issues de l'immigration et personnes en situation de handicap, principalement).

### Adjointe à la maire de Paris

#### Première mandature de 2014 à 2020
Elle est nommée adjointe à la maire de Paris le 5 avril 2014, chargée de toutes les questions relatives à la solidarité, aux familles, à la petite enfance, à la protection de l'enfance, à la lutte contre l'exclusion, aux personnes âgées ; à compter du 6 octobre 2017, elle est chargée de toutes les questions relatives aux solidarités, à la lutte contre l'exclusion, à l'accueil des réfugiés et à la protection de l'enfance.
Elle lance en 2018 la Nuit de la Solidarité pour recenser le nombre de personnes sans abri.
Face à la crise de l'accueil des réfugiés de 2015, elle crée, en partenariat avec l'association Emmaüs solidarité et l'État, deux centres d'accueil humanitaire. À plusieurs reprises, face aux campements installés dans le Nord-Est parisien, elle dénonce l'inaction de l'État en matière d'accueil des réfugiés.
Elle s'oppose également à la mise en place par le gouvernement d'un fichier biométrique pour les Mineurs non accompagnés créé dans le cadre de la Loi asile et immigration du 10 septembre 2018 estimant que "orienter ces jeunes en préfecture n'est pas notre rôle, il s'agit de gestion des flux migratoires, pas de protection de l'enfance".

#### Seconde mandature depuis 2020
Élue conseillère de Paris en 2020 dans le 10e arrondissement où elle habite, elle est déléguée à la Santé dans son arrondissement et nommée Adjointe à la maire de Paris chargée des droits de l'enfant et de la protection de l'enfance. En juin 2021, le Conseil de Paris adopte dans ce cadre un Plan parisien de lutte contre les violences faites aux enfants.

## Positionnement politique

### Législatives de 2002
Pour les élections législatives de 2002, Dominique Versini est désignée comme candidate du RPR dans la 11e circonscription de Paris. Cette désignation est contestée par la députée sortante, Nicole Catala, qui maintient une candidature dissidente et lui reproche d'être trop peu présente auprès de l'électorat populaire de l'ouest de l'arrondissement. Ce maintien entraîne la perte du siège au profit des Verts.

### Élections régionales de 2004
En 2004, elle est seconde sur la liste UMP des régionales à Paris, dirigée par la tête de liste Jean-François Copé et est élue conseillère régionale.

### Rapprochement avec le MODEM
En janvier 2012, Dominique Versini se dit déçue par la politique de Nicolas Sarkozy et décide de soutenir François Bayrou.

### Soutien au Parti socialiste depuis avril 2012
Le 23 avril 2012, elle annonce son soutien au candidat socialiste François Hollande pour le second tour de l'élection présidentielle, afin de "faire barrage aux dérives droitières qui ont conduit à une montée inquiétante du Front national". Lors des élections législatives qui suivent l'élection présidentielle, Dominique Versini apporte son soutien à Gilles Alayrac, candidat radical de gauche dans la 13e circonscription (15e Sud). Il est battu par le député sortant, Jean-François Lamour (UMP).
Au cours de la campagne des élections municipales de 2014 à Paris, Dominique Versini apporte son soutien à Anne Hidalgo, puis rejoint son équipe. Elle figure en troisième position sur la liste conduite par cette dernière dans le 15e arrondissement, ce qui lui permet d'être élue conseillère de Paris. Le 5 avril 2014, elle est nommée adjointe à Anne Hidalgo, Maire de Paris, chargée de la solidarité, des familles, de la petite enfance, de la protection de l'enfance, de la lutte contre les exclusions et des personnes âgées,.
Depuis sa réélection en 2020 comme conseillère de Paris du 10e arrondissement, elle adhère au groupe Paris en Commun.

## Fonctions politiques

### Mandats électifs
- Juin 1995 : élue conseillère d'arrondissement RPR (13e arrondissement de Paris) lors des élections municipales , elle se consacre à la lutte contre l'exclusion.
- Mars 1998  élue au conseil régional d'Île-de-France sur la liste RPR.
- Mars 2004 : élue au conseil régional d'Île-de-France sur la liste MP.
- Septembre 2006 : à la suite de sa nomination comme Défenseure des enfants, elle démissionne de son mandat de conseillère régionale d'Île-de-France et de toute fonction politique.
- Avril 2014 : élue conseillère de Paris et nommée par la maire de Paris adjointe chargée de la solidarité, des familles, de la petite enfance, de la protection de l'enfance, de la lutte contre l'exclusion, des personnes âgées.
- Octobre 2017 : nommée adjointe à la maire de Paris chargée des solidarités, de la lutte contre l'exclusion, de l'accueil des réfugiés et de la protection de l'enfance.
- Juillet 2020 : élue conseillère de Paris sur la liste Paris en Commun, nommée par la maire de Paris adjointe chargée des droits de l'enfant et de la protection de l'enfance et élue du 10e arrondissement.

### Gouvernement
- 7 mai 2002 : nommée secrétaire d'État auprès du ministre des Affaires sociales, du Travail et de la Solidarité, chargée de la Lutte contre la précarité et l'exclusion dans le premier gouvernement de Jean-Pierre Raffarin.
- 17 juin 2002 : reconduite dans ses fonctions dans le deuxième gouvernement de Jean-Pierre Raffarin jusqu'au 31 mars 2004.

## Missions
- 28 juin 2006 : nommée Défenseure des enfants (autorité indépendante) pour six ans par décret du président de la République, Jacques Chirac. Son mandat prend fin le 30 avril 2011 du fait de la suppression de l'Institution du Défenseur des enfants, dont les missions sont incluses dans la nouvelle institution du Défenseur des droits.
- 2011 : nommée Présidente de la Commission nationale chargée de l'examen du respect des obligations de réalisation des logements sociaux.
- En 2012, elle copréside le groupe de travail "Familles vulnérables, enfance et réussite éducative" placé auprès de Dominique Bertinotti, Ministre délégué auprès de la Ministre des affaires sociales et de la santé, chargée de la famille et de George Pau-Langevin, Ministre déléguée auprès du Ministre de l'éducation nationale, chargée de la réussite éducative.

## Distinctions
Le 31 décembre 2001, elle est nommée au grade de chevalier dans l'ordre national de la Légion d'honneur au titre de « directrice d'un service médical d'urgence ; 21 ans de services civils et de fonctions électives ».
Le 21 novembre 1995, elle est nommée au grade de chevalier dans l'ordre national du Mérite au titre de « directeur général d'un organisme; 16 ans d'activités professionnelles », décorée le 18 mars 1996, promue au grade d'officier le 13 mai 2005 au titre de « ancienne ministre », décorée le 27 janvier 2006 puis promue au grade de commandeur le 14 mai 2014 au titre de « ancienne ministre, conseillère d'Etat, ancienne Défenseure des enfants ».

## Publication
- Dominique Versini, La survie n'est pas la vie, Paris, Calmann-Lévy, 2000, 223 p. (ISBN 2-7021-3094-1)